# Ponchon
Ponchon är en kommun i departementet Oise i regionen Hauts-de-France i norra Frankrike. Kommunen ligger i kantonen Noailles som tillhör arrondissementet Beauvais. År 2022 hade Ponchon 1 151 invånare.

## Befolkningsutveckling
Antalet invånare i kommunen Ponchon
| Referens: INSEE |